# Luigi Amat di San Filippo e Sorso

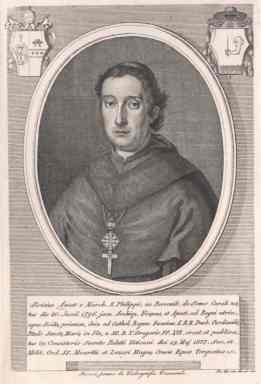
Luigi Amat di San Filippo e Sorso als Kardinal

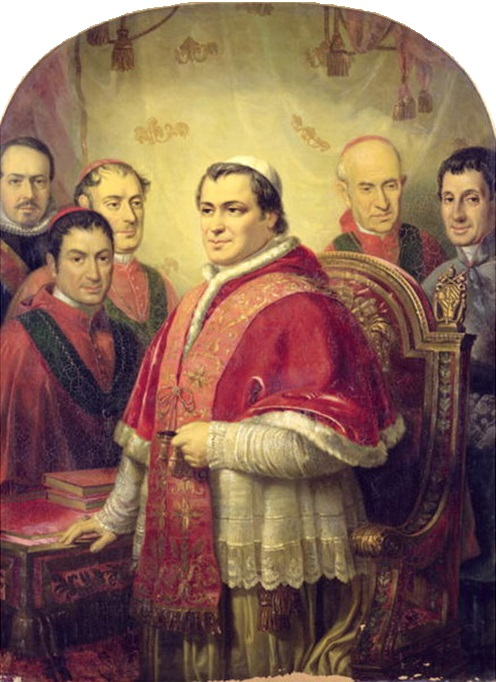
Pius IX. mit seinen Ministern. Links vorne Kardinal Luigi Amat (Ölgemälde von José Galofré y Coma, 1847)

Luigi Amat di San Filippo e Sorso (* 20. Juni 1796 in Sinnai, Sardinien; † 30. März 1878 in Rom) war päpstlicher Diplomat und Kurienkardinal der römisch-katholischen Kirche.

## Leben
Er studierte von 1815 bis 1818 an der Universität Cagliari (Sardinien) Rechtswissenschaften und wurde zum Dr. jur. promoviert. Im Anschluss daran studierte er an der Päpstlichen Akademie für den kirchlichen Adel und der römischen Universität La Sapienza und wurde 1826 zum Doctor iuris utriusque promoviert. Zusätzlich arbeitete er ab 1819 als Referent an der Apostolischen Signatur und war von Juli 1824 bis Oktober 1826 Apostolischer Delegat in Spoleto. Am 24. Dezember 1826 empfing Luigi Amat di San Filippo e Sorso das Sakrament der Priesterweihe.
Am 9. April 1827 wurde er von Papst Leo XII. zum Titularerzbischof von Nicaea ernannt. Die Bischofsweihe spendete ihm am 22. April 1827 in Rom Kardinal Giuseppe Spina; Mitkonsekratoren waren Pietro Caprano, Sekretär der Kongregation Propaganda Fide und Sekretär der Kongregation für die Bischöfe, sowie Luigi Bottiglia Savoulx, Dekan der Apostolischen Kammer. Die Ernennung zum Nuntius im Königreich beider Sizilien folgte am 24. April desselben Jahres. Ab dem 13. November 1832 war er Nuntius in Spanien, was er bis zum Abbruch der diplomatischen Beziehungen zwischen Spanien und dem Kirchenstaat im Jahr 1835 blieb.
Papst Gregor XVI. nahm ihn am 15. Mai 1837 als Kardinalpriester in das Kardinalskollegium auf und verlieh ihm am 2. Oktober desselben Jahres die Titelkirche Santa Maria in Via. Luigi Amat di San Filippo e Sorso war als päpstlicher Legat in Ravenna und Bologna tätig und wurde am 15. März 1852 zum Kardinalbischof von Palestrina erhoben. Ab dem 27. September 1852 übernahm er zudem die Titelkirche San Lorenzo in Damaso in commendam. Papst Pius IX. ernannte ihn am 21. September 1867 zum Erzpriester der Lateranbasilika. Er wechselte mit dem 8. Oktober 1870 zum suburbikarischen Bistum Porto e Santa Rufina. Luigi Amat di San Filippo e Sorso war von 1869 bis 1870 Konzilsvater beim Ersten Vatikanischen Konzil. Am 12. März 1877 wurde er Dekan des Kardinalskollegiums und Kardinalbischof von Ostia und Velletri. Als solcher leitete er kurz vor seinem Tod das Konklave 1878, das Leo XIII. zum Papst wählte.
Er starb 1878 in Rom und wurde zunächst auf dem römischen Friedhof Campo Verano bestattet. Später wurden seine Gebeine in seine Titelkirche San Lorenzo in Damaso überführt und dort beigesetzt.

## Werke (Auswahl)
- Solenni funerali di Pio Papa ottavo. Soc. Filomatica, Neapel 1831, Digitalisat.